# Jardim Guanabara (bairro do Rio de Janeiro)
Jardim Guanabara é um bairro nobre de classe média alta localizado na Ilha do Governador, Zona Norte do município do Rio de Janeiro. O bairro possui umas das vistas mais privilegiadas, que é a do Rio de Janeiro, também sendo possível visualizar  Niterói, Pão de Açúcar, Corcovado, Pedra da Gávea, Igreja da Penha, Ponte Rio-Niterói e outros. O bairro é predominantemente residencial, com muitas casas e condomínios de alto padrão.
O point principal do bairro é a Praia da Bica, que há 10 anos passa por um processo de despoluição, mas até hoje há áreas poluídas e outras com boas condições de balneabilidade. É possível encontrar pessoas banhando-se  nas águas, pescando e praticando esportes nas suas areias. 

## História
O Jardim Guanabara tem uma história rica que reflete a evolução da Ilha do Governador. Originalmente, a área era composta por grandes fazendas e chácaras, onde se praticava agricultura e pecuária. No início do século XX, com o desenvolvimento urbano e a expansão da cidade do Rio de Janeiro, a região começou a se transformar em um bairro residencial.
Foi projetado pelo Engenheiro Politécnico Jorge de Macedo Vieira. A influência do desenho do Jardim Guanabara é o modelo de bairro-jardim, conceito idealizado pelo britânico Richard Barry Parker, que projetou a primeira cidade jardim da história: Letchworth, ao norte de Londres. Macedo Vieira e Barry Parker trabalharam juntos no Brasil entre 1917 e 1919, na Cia.City.
Uma história interessante é a origem do nome "Jardim Guanabara". O nome foi escolhido para refletir as belezas naturais da região, especialmente as vistas para a Baía de Guanabara, que sempre foram um atrativo local. Durante os anos 1950 e 1960, o bairro passou por um processo de urbanização mais intensivo, com a construção de diversas residências de alto padrão e o desenvolvimento de uma infraestrutura robusta.
Outro ponto importante na história do Jardim Guanabara é a construção do Aeroporto Internacional do Galeão, inaugurado em 1977. Embora o aeroporto tenha trazido desenvolvimento e acesso, também trouxe desafios, como o aumento do tráfego e a necessidade de melhorias na infraestrutura viária do bairro.
Além disso, o bairro é conhecido por ter sido residência de várias personalidades importantes ao longo dos anos, contribuindo para sua reputação de área nobre.

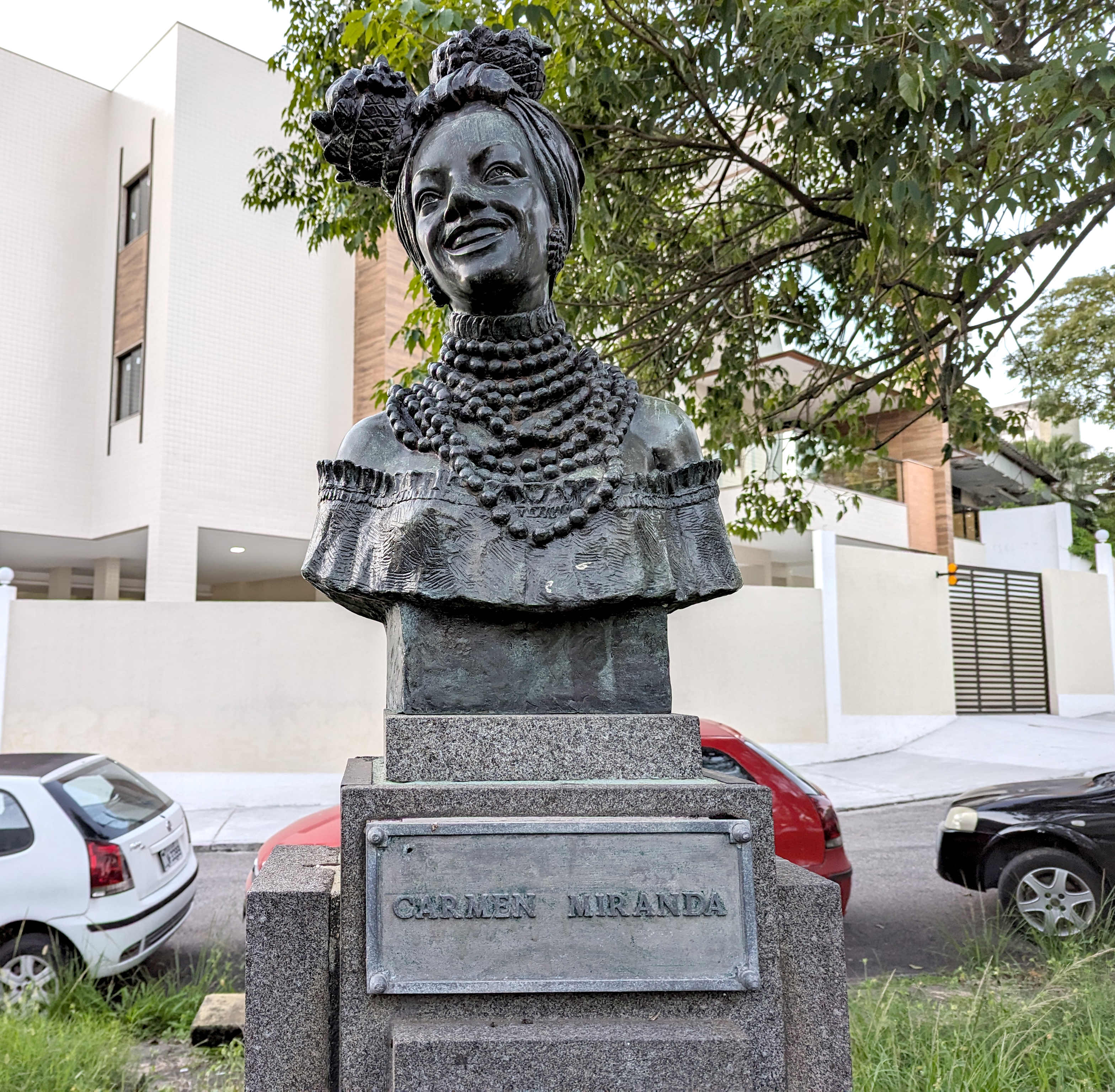
Busto de Carmen Miranda próximo à Rua Carmen Miranda.

Segundo trabalho realizado pela Prefeitura (através do Instituto Pereira Passos - antigo IPLAN) e baseado em dados de censo demográfico do IBGE, o Jardim Guanabara possui o 3º melhor IDH do município, 0,963 (2003), atrás apenas dos bairros Gávea e Leblon. A lista completa dos IDH's dos bairros cariocas está publicada na lista de bairros do Rio de Janeiro por IDH.O Jardim Guanabara é também o bairro mais valorizado da Zona Norte do Rio de Janeiro e um dos mais luxuosos da cidade, de classe média alta, e surgiu quando foi loteado o terreno da extinta Fábrica de Produtos Cerâmicos Santa Cruz.

## Atualidade
O Jardim Guanabara é praticamente todo residencial, possuindo apartamentos amplos e grandes casas. No bairro estão localizados o tradicional Esporte Clube Jardim Guanabara e o Iate Clube Jardim Guanabara (ICJG), o maior clube da Ilha do Governador e um dos clubes mais tradicionais do Rio de Janeiro. Na região havia a Casa de Cultura Elbe de Holanda, último centro cultural do Rio de Janeiro fechado em 2013. Os quiosques da Praia da Bica chegam a ser frequentados por moradores de diversos cantos do Rio de Janeiro.
A Praia da Bica (nome derivado de um chafariz colonial instalado numa pequena elevação) é um dos pontos mais movimentados da vida noturna do bairro. Ao longo da praia há quiosques e restaurantes, tornando-se um freqüentado ponto de encontro dos moradores. A Capela Imperial Nossa Senhora da Conceição é o ponto histórico do bairro, datada do século XVIII, sendo chamada de "igrejinha", devido a seu pequeno tamanho. No outro extremo do balneário está situada a Igreja da Comunidade Evangélica Sara Nossa Terra , a principal do bairro, além da Igreja Apostólica Unidade em Cristo.
Destaca-se também o Parque Municipal Marcello de Ipanema (criado em 1995), ocupando área verde na orla contínua à Ponta de Santa Cruz, entre as praias da Bica e do Engenho Velho. 
Possui uma boa infraestrutura, com escolas, supermercados, restaurantes e comércio variado. Além disso, o bairro é famoso por suas áreas verdes, inclusive uma praça com o busto de Carmem Miranda e vistas panorâmicas da Baía de Guanabara citadas previamente. Bem servido por diversas linhas de ônibus, facilitando o acesso a outras partes da cidade. Em termos de segurança, é considerado um dos bairros mais seguros da Ilha do Governador. Possui o 3º melhor IDH do município, 0,963 (2008), atrás apenas dos bairros Gávea e Leblon.
A proximidade ao Aeroporto Internacional do Galeão é outra característica marcante, proporcionando conveniência para viagens. O bairro também é conhecido por suas atividades culturais e de lazer, incluindo quiosques, restaurantes, clubes e praias, incluindo o Iate Clube Jardim Guanabara, um dos mais tradicionais da região.

## Geografia

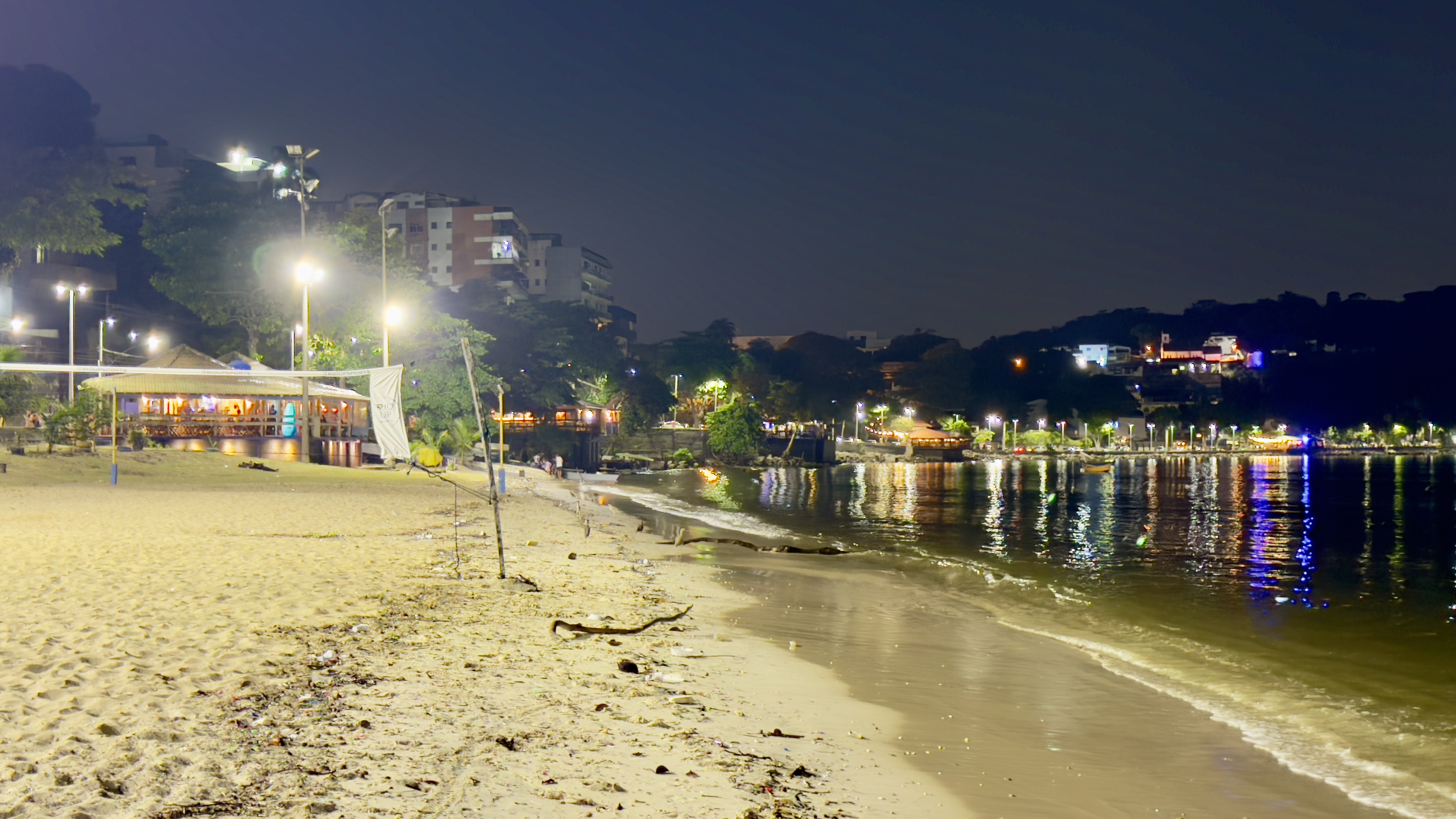
Praia da Bica e seus comércios noturnos, restaurantes, bares e áreas de recreação.

O bairro do Jardim Guanabara faz limites com os seguintes bairros:
- Portuguesa: pela Estrada do Galeão e República Árabe da Síria.
- Cacuia: pela Estrada do Galeão, Estrada da Bica e ruas: Alasca, Central e Ipiru.
- Galeão: pelos hospitais da Força Aérea.
- Jardim Carioca: pela Estrada do Galeão.

### Praia da Bica
A Praia da Bica é a principal, mais famosa e terceira maior praia da Ilha do Governador. Possui aproximadamente 2 quilômetros de extensão, porém suas águas são relativamente balneáveis na maior parte do ano.

## Demografia
- População: 29 509 habitantes (Instituto Brasileiro de Geografia e Estatística, censo ano 2010).

| Etnias em Nova Friburgo (fonte: IBGE)) | Etnias em Nova Friburgo (fonte: IBGE)) | Etnias em Nova Friburgo (fonte: IBGE)) | Etnias em Nova Friburgo (fonte: IBGE)) | Etnias em Nova Friburgo (fonte: IBGE)) |
| -------------------------------------- | -------------------------------------- | -------------------------------------- | -------------------------------------- | -------------------------------------- |
| Cor / Raça                             |                                        |                                        | Porcentagem                            |                                        |
| Branca                                 | Branca                                 |                                        | 79%                                    | 79%                                    |
| Parda                                  | Parda                                  |                                        | 17,5%                                  | 17,5%                                  |
| Preta                                  | Preta                                  |                                        | 3%                                     | 3%                                     |
| Amarela                                | Amarela                                |                                        | 0,5%                                   | 0,5%                                   |

Fonte: IBGE 
O bairro possui o melhor IDH da Zona Norte, além do 3º melhor do Rio de Janeiro e o 2º melhor Índice de Desenvolvimento Social da Zona Norte, além do 14º do município. O bairro é destacado por ser o mais nobre da Ilha do Governador e um dos mais ricos da cidade.

## Sociedade
Moradores ilustres
Um exemplo conhecido é Zico, o ex-jogador de futebol Arthur Antunes Coimbra, conhecido como Zico. Ele é uma das personalidades mais famosas associadas ao Jardim Guanabara. Embora ele tenha morado em diferentes áreas da cidade, sua ligação com a Ilha do Governador é bem conhecida. Outro exemplo é Leila Pinheiro, a cantora e pianista renomada na música popular brasileira, que já foi associada ao bairro. Jorge Ben Jor, embora sua residência principal tenha sido em outros bairros do Rio de Janeiro, o cantor e compositor também tem ligações com a Ilha do Governador e, por extensão, com o Jardim Guanabara.
Educação
O bairro possui algumas das mais tradicionais instituições de ensino da Ilha do Governador, como:
- Escola Bretanha
- Escola Modelar Cambaúba
- Sistema Elite de Ensino
- Rede MV1
- Maple Bear Canadian School [5]
- Colégio Miguel Couto

Esporte
Além da Praia da Bica, onde são muito praticados os esportes beach tennis, beach soccer, vôlei de praia, futevôlei, futebol americano de praia, kite surfe e Stand up surf;   e das quadras esportivas da região denominada como Quebra Coco, existem também dois principais clubes esportivos:
- Iate Clube Jardim Guanabara (ICJG), o maior clube da Ilha do Governador e um dos clubes mais tradicionais do Rio de Janeiro
- Esporte Clube Jardim Guanabara

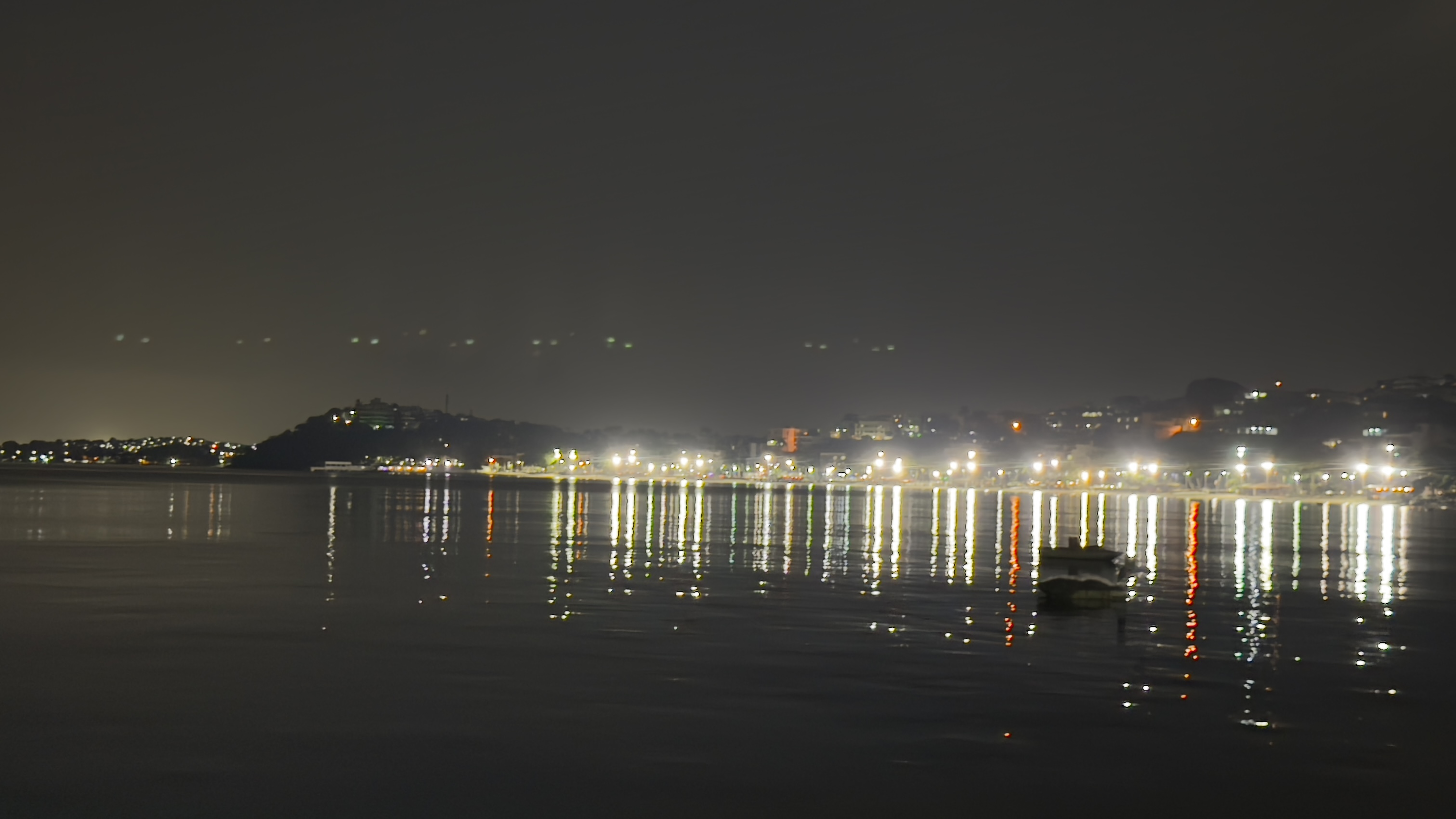
Panorama da orla
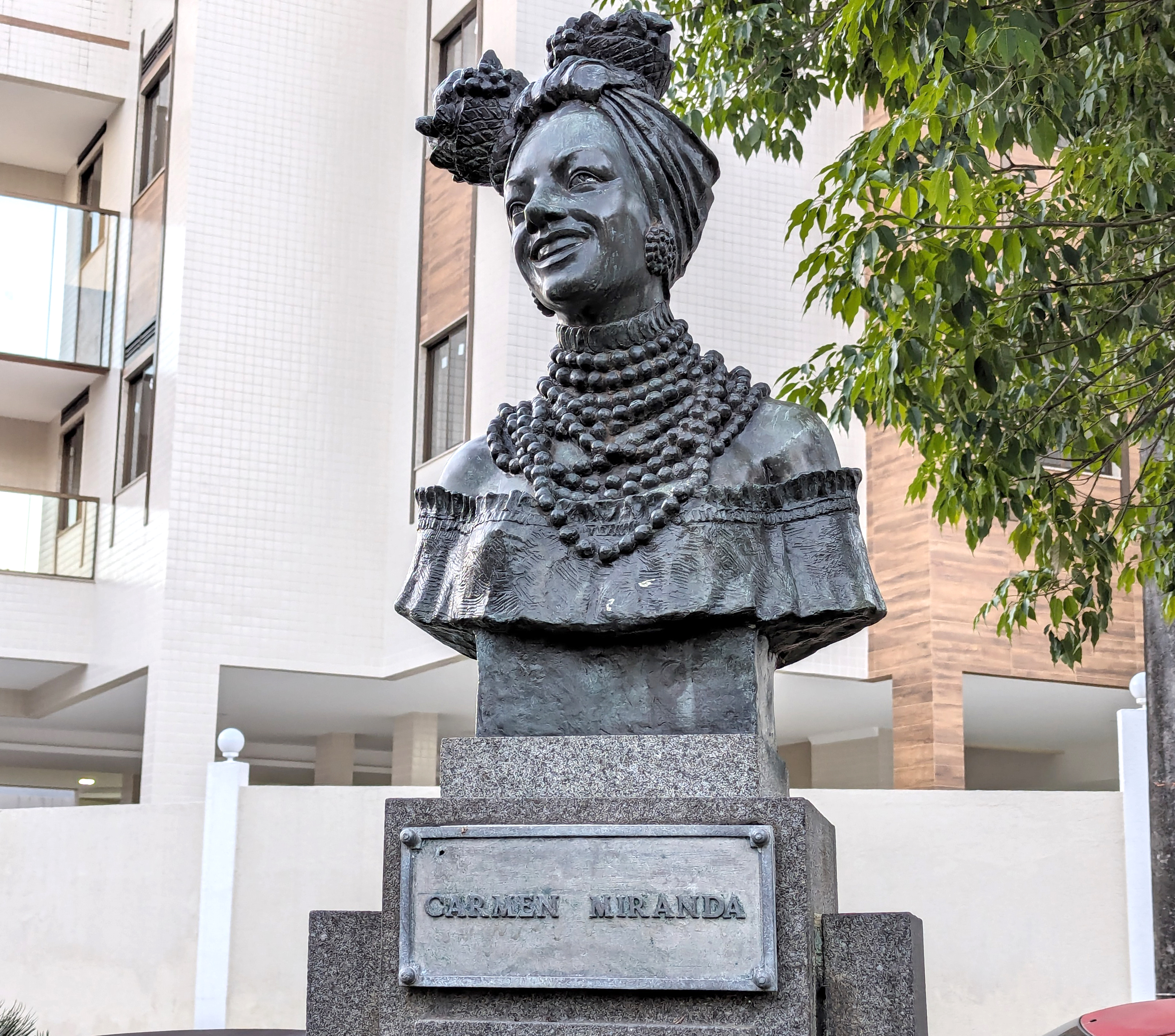
Busto de Carmen Miranda, exposto no bairro.
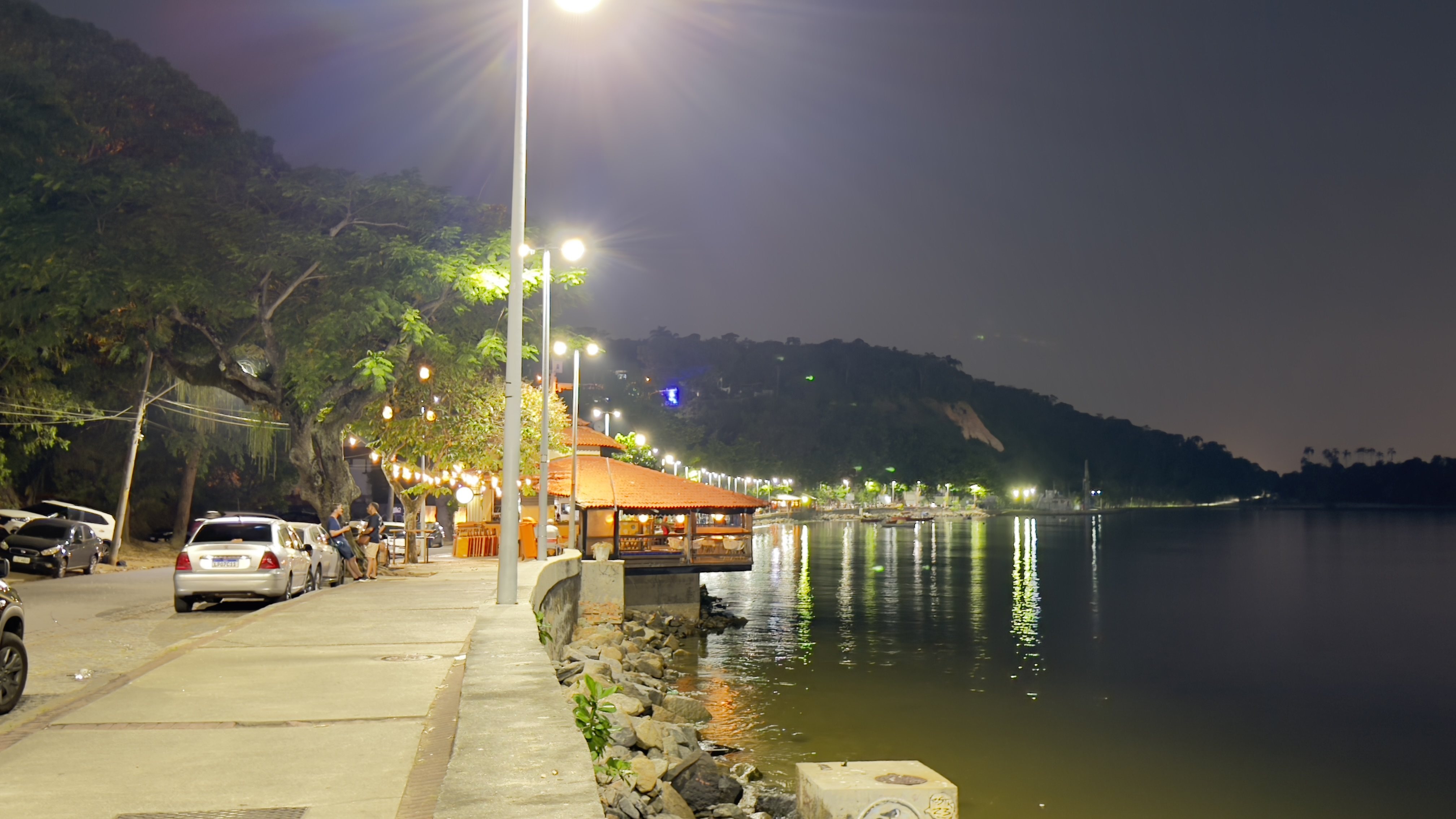
Praia da Bica e seus quiosques e restaurantes.
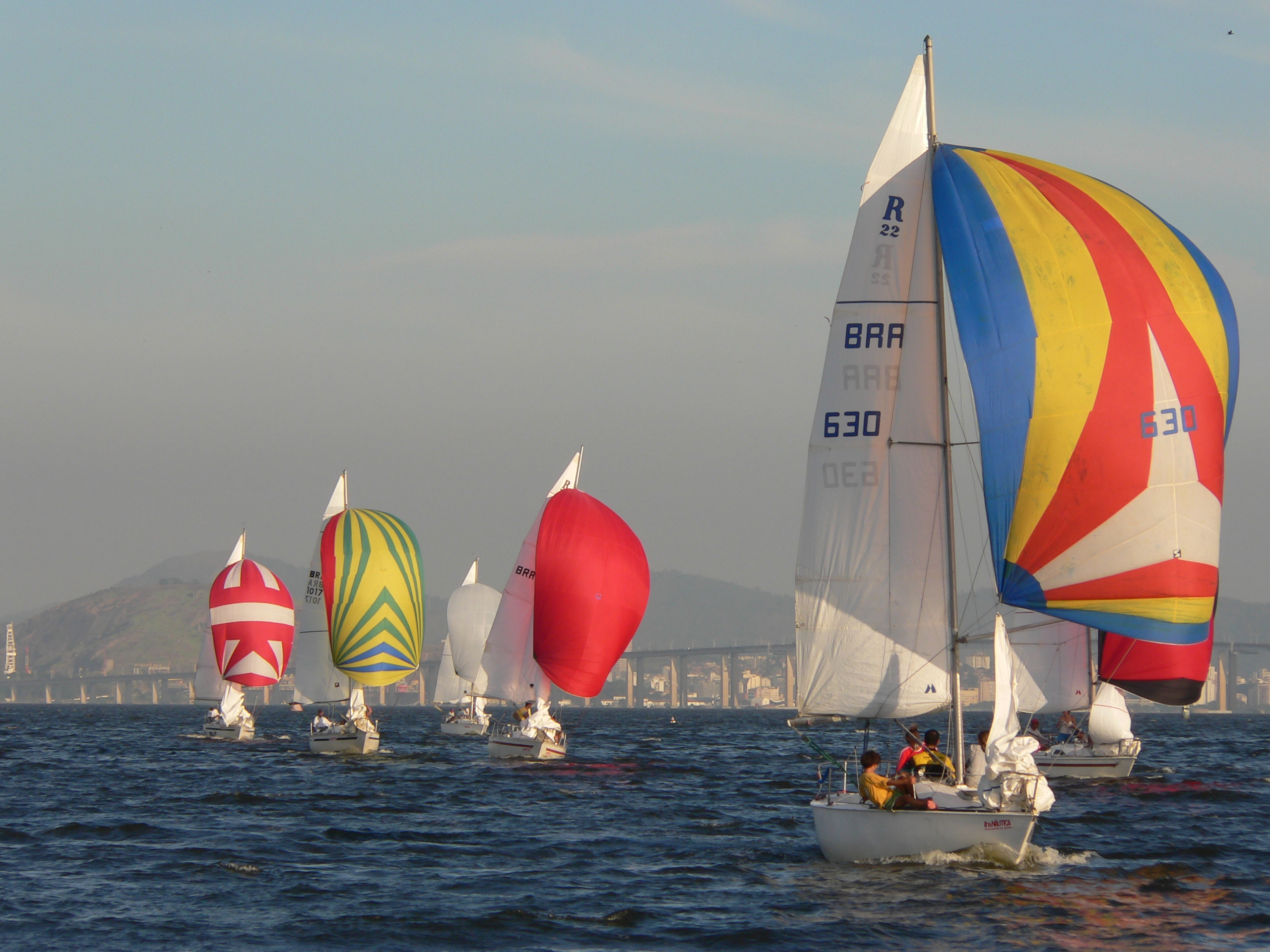
Rangers em regata na raia no bairro.

## Transporte

### Ônibus
O sistema viário do bairro integra todas as regiões do município do Rio de Janeiro (zonas norte, sul e oeste), além de possuir integração com outros municípios da Região Metropolitana do Rio de Janeiro.
| Linha | Destino                                |
| ----- | -------------------------------------- |
| 321   | Bancários - Castelo                    |
| 324   | Ribeira - Candelária (via Av. Brasil)  |
| 325   | Ribeira - Castelo (via Linha Vermelha) |
| 696   | Méier - Praia do Dendê                 |
| 901   | Bonsucesso - Bananal                   |
| 925   | Bancários – Aeroporto (circular)       |
| 2343  | Ribeira - Castelo                      |